# The Cistercian Monks of Stift Heiligenkreuz
The Cistercian Monks of Stift Heiligenkreuz (in italiano: Cistercensi dell'abbazia di Heiligenkreuz) è il nome artistico del coro dei monaci cistercensi dell'abbazia di Heiligenkreuz, nella Bassa Austria, che finora ha registrato sei CD di canto gregoriano che hanno attirato l'attenzione del pubblico musicale europeo e mondiale. I nomi dei singoli cantori non sono mai stati pubblicati in modo specifico perché i monaci si considerano principalmente come persone dedicate a Dio che cantano per motivi religiosi e non professionali.
Nel 2011, i cistercensi dell'abbazia di Heiligenkreuz hanno fondato la propria etichetta discografica Obsculta Music. Per i loro successi musicali pubblici hanno ricevuto prestigiosi premi e riconoscimenti. Il loro primo album musicale Chant: Music for Paradise è stato pubblicato dalla casa discografica Universal Music nel 2008 (con questo nome l'album è stato pubblicato in Europa, mentre nel resto del mondo è stato pubblicato con il titolo Chant: Music for the Soul). 
Proprio questo album ha ottenuto diverse certificazioni musicali d'oro e di platino subito dopo la sua pubblicazione: nel 2009, lo stesso album ha anche vinto il premio musicale tedesco Echo Klassik nella categoria "Bestseller des Jahres" (in italiano: "Album più venduto dell'anno").

## Discografia

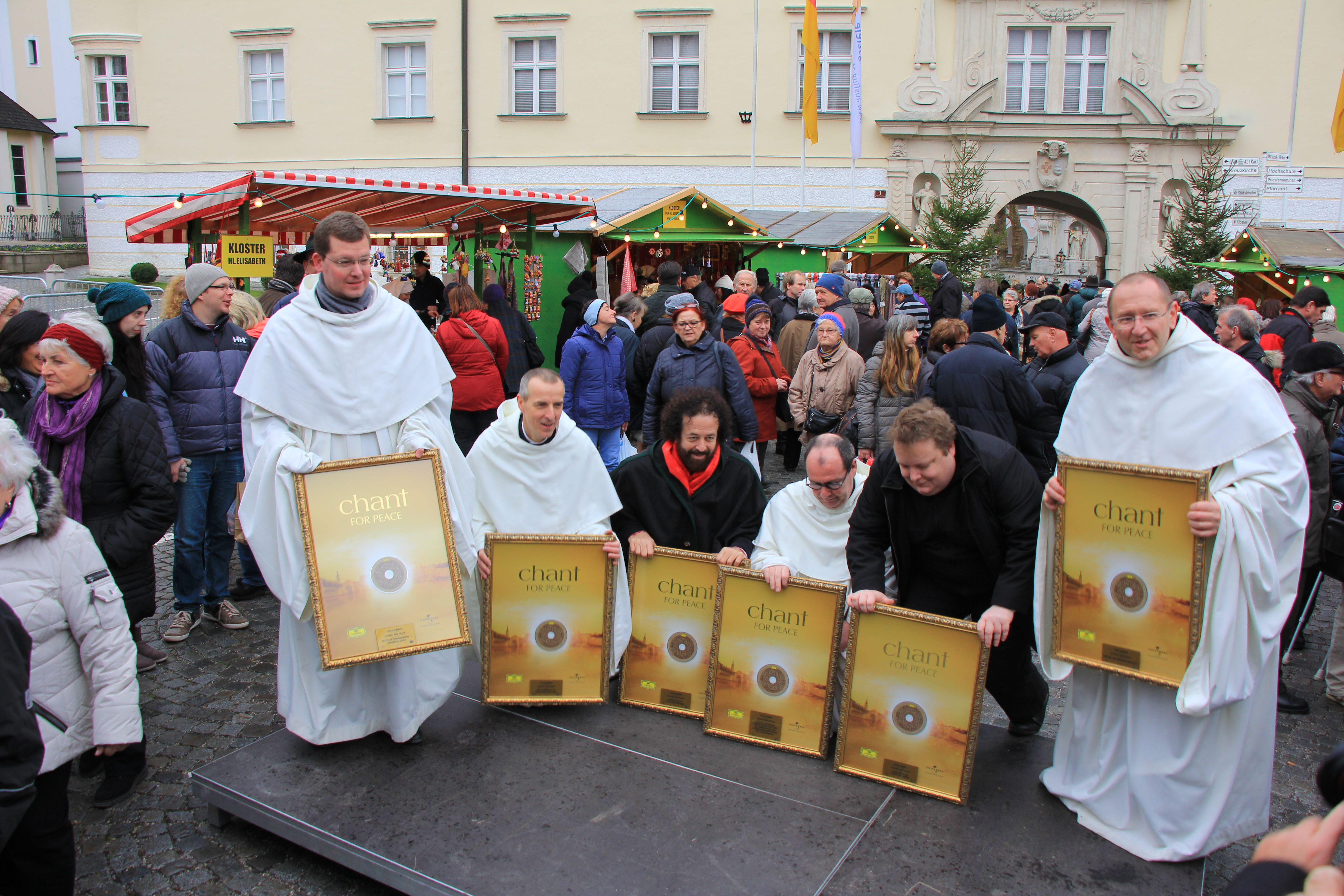
Premio "Disco d'oro" ai cistercensi di Heiligenkreuz per l'album Chant for Peace (2015)

- 2008 – Chant: Music for Paradise, UCJ Music / Universal Music, CD 4766774[4] / Chant – Music for the Soul, London – Decca, CD B0011489-02[5]
- 2008 – Chant: Music for Paradise, Universal Music / UCJ Music, 2xCD 4766977[6]
- 2010 – Best of Gregorian Chant (compilation): Zisterzienser Mönche vom Stift Heiligenkreuz, Choralschola des Klosters Santo Domingo de Silos u.a., Deutsche Grammophon, CD 480 3408[7]
- 2011 – Chant: Amor et Passio, Obsculta Music / Preiser Records, CD 91200[8][9]
- 2011 – VESPERÆ. Baroque Vespers at Stift Heiligenkreuz – Ensemble dolce risonanza, Florian Wieninger & The Cistercian Monks of Stift Heiligenkreuz, Oehms Classics, CD 826[10][11]
- 2012 – Chant: Stabat Mater, Obsculta Music, CD OM 0003[12]
- 2012 – Chant: Missa Latina, Obsculta Music, CD OM 0002[13]
- 2014 – Chant: Into the Light, Obsculta Music, CD OSM 0004[14]
- 2015 – Chant for Peace, Deutsche Grammophon, CD 479 4709 GH[15]

## Premi e riconoscimenti
- 2008 – Disco d'oro per l'album Chant: Music for Paradise in Belgio[16] Regno Unito, Germania e Polonia[17]
- 2008 – Disco di platino nei Paesi Bassi per l'album Chant: Music for Paradise[18]
- 2008 – Premio dei media (in tedesco: "Medienpreis") del Premio Turismo 2008 della Bassa Austria[19][20]
- 2009 – Nomination per l'Echo nella categoria "Newcomer international"[21]
- 2009 – Doppio Disco di platino in Polonia per l'album Chant: Music for Paradise
- 2009 – Echo Klassik nella categoria "Bestseller des Jahres"   (in italiano: "Album più venduto dell'anno") per l'album Chant: Music for Paradise[3]